# مطار تشينغداو ليوتينغ الدولي
مطار تشينغداو ليوتينغ الدولي (إياتا: TAO، إيكاو: ZSQD) يقع في مدينة تشينغداو في جمهورية الصين الشعبية. يقع على بعد حوالي 31 كم (19 ميل) من وسط المدينة وكانت محور لخطوط شاندونغ الجوية وخطوط العاصمة بكين الجوية وخطوط تشينغداو الجوية وخطوط شرق الصين الجوية. أغلق المطار بعد افتتح مطار بديل، مطار غينغادو جياودونغ الدولي، في 12 أغسطس 2021.